# Yssouf Koné
Yssouf Koné (1982. február 19., Korogho, Elefántcsontpart –) Burkina Fasó-i labdarúgó. Az elefántcsontparti Koroghoban született, de Burkina Fasó-i labdarúgó-válogatott színeiben szerepel.

## Életútja
A Rosenborg FC mezében tűnt fel igazán, amikor 10 gólt lőtt a Bajnokok Ligájában (2007-2008), a selejtező mérkőzéseket is beszámítva. A Rosenborg FC mezében 41 bajnoksági mérkőzést játszott és 15 gólt lőtt.

## A Kolozsvári CFR mézében
A Kolozsvári CFR egyik legjobb csatára. A 2008-2009-es bajnoksági évben a csapat gólkirálya volt. 10 gólt lőtt a bajnokságban és kettőt a Bajnokok Ligájában (az AS Róma és a Chelsea FC ellen). A 2009-2010-es bajnoksági évben többszörös sérülés fékezte a lendületét és csak 6 góllal büszkélkedhet a bajnokságban, eggyel a Kupában és eggyel az Európa Ligában.

## Trófeái
| Szezon  | Klub          | Trófea               |
| ------- | ------------- | -------------------- |
| 2006    | Rosenborg FC  | Norvégia Bajnoka     |
| 2008-09 | CFR 1907 Cluj | Románia Kupája       |
| 2009    | CFR 1907 Cluj | Románia Szuperkupája |
| 2009-10 | CFR 1907 Cluj | Liga I               |

## Lásd még
- CFR Cluj

## Külső hivatkozások
- A csapat honlapja
- A "KVSC 1907" honlapja
- Statisztikák és információk a romániai fociból